# Équation d'état de Dieterici
En physique, l'équation d'état de Dieterici est un modèle de gaz.
Ce modèle date de 1899 et propose une alternative à l'équation d'état de van der Waals datant de 1873. S'il représente mieux le point critique que l'équation de van der Waals, il ne représente pas correctement le comportement des liquides.

## Équation d'état
L'équation d'état de Dieterici, semi-empirique, s'écrit sous la forme extensive :
avec :
- {\displaystyle \exp } la fonction exponentielle ;
- {\displaystyle P} la pression ;
- {\displaystyle T} la température thermodynamique ;
- {\displaystyle V} le volume ;
- {\displaystyle n} la quantité de matière ;
- {\displaystyle a} le terme de cohésion ;
- {\displaystyle b} le covolume ;
- {\displaystyle R} la constante universelle des gaz parfaits.

Elle peut aussi être écrite sous la forme :
avec :
- {\displaystyle N=nN_{\text{A}}} le nombre de particules ;
- {\displaystyle a'={a \over {N_{\text{A}}}^{2}}} ;
- {\displaystyle b'={b \over N_{\text{A}}}} ;
- {\displaystyle k_{\text{B}}} la constante de Boltzmann ;
- {\displaystyle N_{\text{A}}} le nombre d'Avogadro.

Les constantes des gaz parfaits, d'Avogadro et de Boltzmann sont liées par la relation : {\displaystyle R=N_{\text{A}}k_{\text{B}}}.
En faisant apparaitre le volume molaire {\displaystyle {\bar {V}}={V \over n}} on obtient la forme intensive :
Enfin, en normant les divers termes, on obtient :
avec :
- {\displaystyle A={aP \over R^{2}T^{2}}} ;
- {\displaystyle B={bP \over RT}} ;
- {\displaystyle Z={P{\bar {V}} \over RT}} le facteur de compressibilité.

## Point critique
Au point critique, les dérivées première et seconde de la pression en fonction du volume sont nulles. En effet, la courbe isotherme y atteint un point d'inflexion de tangente horizontale. Ainsi :
{\displaystyle \left({\partial P \over \partial V}\right)_{T,n}=\left({\partial ^{2}P \over \partial V^{2}}\right)_{T,n}=0}
Le point critique de ce gaz a pour coordonnées :
- {\displaystyle {\bar {V}}_{\text{c}}=2b} le volume molaire critique ;
- {\displaystyle P_{\text{c}}={a \over 4{\text{e}}^{2}b^{2}}} la pression critique ;
- {\displaystyle T_{\text{c}}={a \over 4Rb}} la température critique.

avec {\displaystyle {\text{e}}} le nombre e. Le facteur de compressibilité critique vaut en conséquence :
L'équation réduite du gaz de Dieterici par rapport au point critique s'écrit :
avec les coordonnées réduites :
- {\displaystyle P_{\text{r}}={P \over P_{\text{c}}}} la pression réduite ;
- {\displaystyle T_{\text{r}}={T \over T_{\text{c}}}} la température réduite ;
- {\displaystyle V_{\text{r}}={V \over V_{\text{c}}}} le volume réduit.

## Autres résultats
L'équation de Dieterici, parue en 1899, propose une alternative à l'équation d'état de van der Waals, parue en 1873. Les courbes isothermes des deux modèles présentent des branches pouvant être interprétées comme les représentations de phases gazeuse et liquide, et un point critique à partir duquel ces deux phases ne peuvent plus être différenciées.
L'équation de Dieterici donne un facteur de compressibilité critique {\displaystyle Z_{\text{c}}} universel d'environ 0,271, tandis que l'équation de van der Waals donne une valeur de 0,375. La valeur de Dieterici est meilleure que celle de van der Waals, ce facteur ayant une valeur expérimentale comprise entre 0,2 et 0,3 pour la plupart des gaz,,.
Cependant, contrairement à l'équation de van der Waals, l'équation de Dieterici est incapable de représenter les pressions négatives qui apparaissent dans les phases liquides sous tension aux basses températures.